# فوکاگاوا، هوکایدو
فوکاگاوا در استان هوکایدو در کشور ژاپن واقع شده است که دارای جمعیت ۲۴٬۷۷۷ نفر و مساحت ۵۲۹٫۲۳ کیلومتر مربع با تراکم جمعیت ۴۶٫۸ نفر در کیلومترمربع است و در تاریخ ۱ مه ۱۹۶۳ به عنوان شهر شناخته شد.